# Дараган, Михаил Петрович
Михаил Петрович Дараган (1833 — 17 ноября 1918) — калишский, вологодский и черниговский губернатор, сенатор, действительный тайный советник (1910). Почётный гражданин городов Минска и Калиша.

## Биография
Из дворян Полтавской губернии. Сын генерал-лейтенанта Петра Михайловича Дарагана (1800—1875) от его брака с детской писательницей Анной Михайловной Балугьянской. Родился в Петербурге, крещен 26 сентября 1833 года в церкви Екатерининского института при восприемстве деда М. А. Балугьянского и тетки Елизаветы Балугьянской.
Окончил Школу гвардейских подпрапорщиков и кавалерийских юнкеров, служил в Кавалергардском, в Ольвиопольском полку, участник Крымской войны. В 1858 г. окончил Николаевскую академию Генерального штаба. В 1860 г. вышел в отставку в чине полковника. С 1864 года на статской службе.
Был минским вице-губернатором (1870—1876). Со 2 января 1876 по 30 июля 1878 г. — черниговский губернатор. Способствовал созданию городской библиотеки, выходу «Черниговской газеты».
Затем — вологодский (30.7.1878 — 30.11.1879) и калишский губернатор (21.1.1883 — 10.12.1902).
С 1897 г. — шталмейстер; в 1902 г. назначен в Сенат.
Скончался в Петергофе от общего истощения, похоронен на Троицком кладбище.

## Семья
Дараган был женат на своей двоюродной сестре Екатерине Николаевне, дочери генерал-лейтенанта Н. А. Столпакова. Их дети:
- Пётр (1874—1960) — выпускник Николаевского кавалерийского училища (1894), участник Первой мировой войны и Белого движения, полковник Каргопольского 5-го драгунского полка - 28.11.1916-1917. С 1919 г. — в Германии, с 1920 г. — в Югославии[5];
- Иван (1885—1977) — выпускник Пажеского корпуса (1904), подполковник. В мае 1920 г. эмигрировал в Польшу, с 1948 г. — в Аргентине[6].

## Награды
- Орден Святой Анны 3 степени с мечами (1854)
- Орден Святого Станислава 2 степени с императорской короной (1862)
- Орден Святого Владимира 3 степени (1873)
- Орден Святого Станислава 1 степени (1876)
- Орден Святой Анны 1 степени (1884)
- Орден Святого Владимира 2 степени (1890)
- Орден Белого орла (1893)
- Орден Святого Александра Невского (1905); бриллиантовые знаки к ордену (1913)
- Прусский Орден короны 1 степени (1893)